# Naukati Bay
Naukati Bay ist ein Ort und ein census-designated place (CDP) in der Prince of Wales-Hyder Census Area in Alaska. Das U.S. Census Bureau hatte bei der Volkszählung 2020 eine Einwohnerzahl von 142 ermittelt.

## Geographie
Naukati Bay befindet sich im Alaska Panhandle im Südosten Alaskas an der Westküste von Prince of Wales Island 110 km nordwestlich von Ketchikan. Der Ort liegt auf einer kleineren Halbinsel an der Ostküste der „Tuxekan Narrows“, einer Meeresstraße, welche Prince of Wales Island von der weiter westlich gelegenen Insel Tuxekan Island trennt. Die größeren Inselorte Klawock und Craig befinden sich 35 bzw. 43 km südlich von Naukati Bay. Der Ort ist an das Straßennetz der Insel angebunden. 2 km südwestlich von Naukati Bay befindet sich in der kleinen Bucht „Nichin Cove“ eine Landestelle für Wasserflugzeuge. Naukati Bay verfügt über eine Marina, die Anfang der 2010er Jahre mit Hilfe staatlicher Zuschüsse errichtet wurde.

## Geschichte
Der lokale Name der namengebenden kleinen Bucht südöstlich vom heutigen Ortszentrum wurde 1904 vom  U.S. Coast & Geodetic Survey als „Naukatee Bay“ festgehalten. Der Ort geht auf ein Holzfäller-Lager zurück. 1988 wurden Parzellen vom Alaska Dept. of Natural Resources (DNR) zur Veräußerung freigegeben. In der Folge entwickelte sich die Gemeinde. 1990 wurde Naukati Bay ein census-designated place. Der Verkauf von Alkohol ist auf den lokalen Getränkeladen beschränkt.

## Demografie
Zum Zeitpunkt der Volkszählung im Jahre 2020 (U.S. Census 2020) hatte Naukati Bay 142 Einwohner auf einer Landfläche von 12,41 km². Von den Einwohnern waren 123 Weiße sowie 9 amerikanisch-indianischer Abstammung. Beim Zensus im Jahr 2000 wurden 135 Einwohner gezählt, 2010 waren es 113.